# Pestkreuz

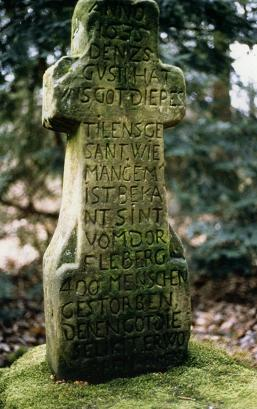
Pestkreuz von 1635 bei Bad Wünnenberg-Leiberg

Das Pestkreuz ist eine spezielle Form der Flur- oder der Grabkreuze und wurde zum Gedenken der Opfer der großen mittelalterlichen und neuzeitlichen Pest-Epidemien errichtet. Sie finden sich sowohl auf Friedhöfen, in der Massengrababteilung, eigenen Pestfriedhöfen, wie auch auf weiter Flur. Eine Identifizierung von mittelalterlichen Steinkreuzen, wo vielleicht auch um ältere Kreuze herum Gottesäcker angelegt wurden, mit Pestkreuzen liegt wohl schlechterdings daran, dass sich die zeitgenössischen hölzernen Kreuze nicht erhalten haben – die Kreuze der ersten Epidemien in der Geschichte der Pest fallen noch unter den Steinkreuztypus.
In Süddeutschland und Österreich trat häufig die Pestsäule an die Stelle des Kreuzes. Auch gibt es Denkmäler, die als Peststein an die Seuche erinnern.
Ein Beispiel für ein gut erhaltenes steinernes Pestkreuz findet sich auf einem Pestfriedhof im Bürener Staatsforst nahe Bad Wünnenberg-Leiberg in Nordrhein-Westfalen. Die Inschrift (fehlende Buchstaben in Klammern) lautet:
Weitere Beispiele gut erhaltener Pestkreuze sind das Pestkreuz von 1669 in Koblenz und das an der Friedhofskapelle in Trittenheim angebrachte Pestkreuz.

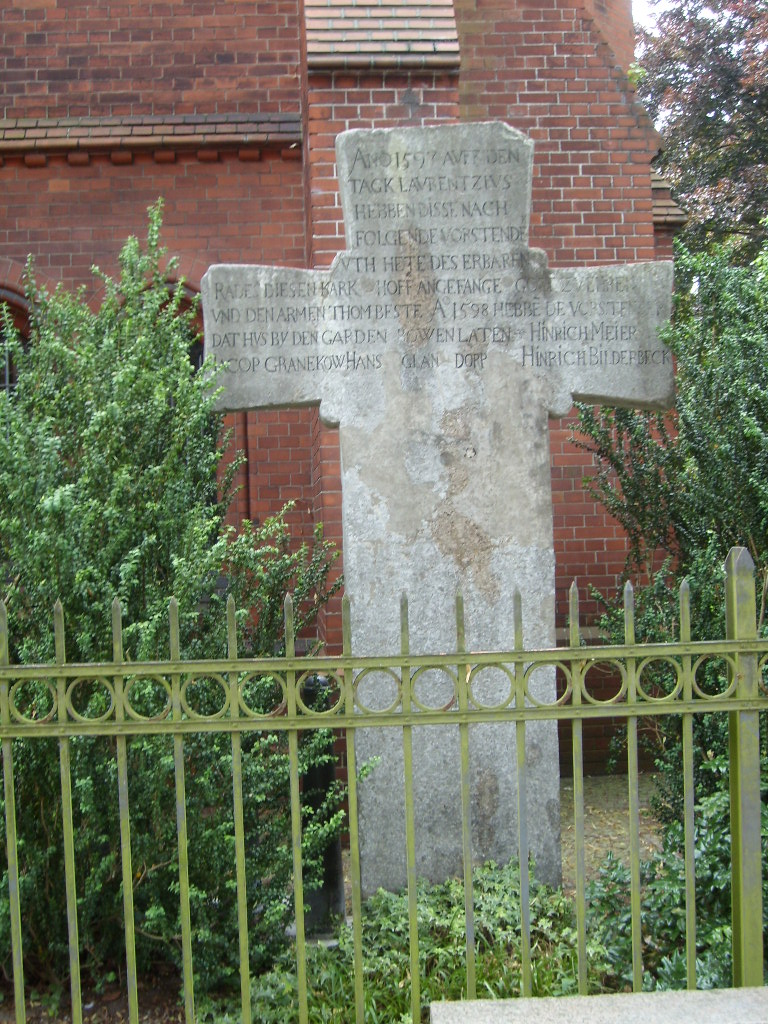
Pestkreuz von 1598 vor St. Lorenz (Lübeck)
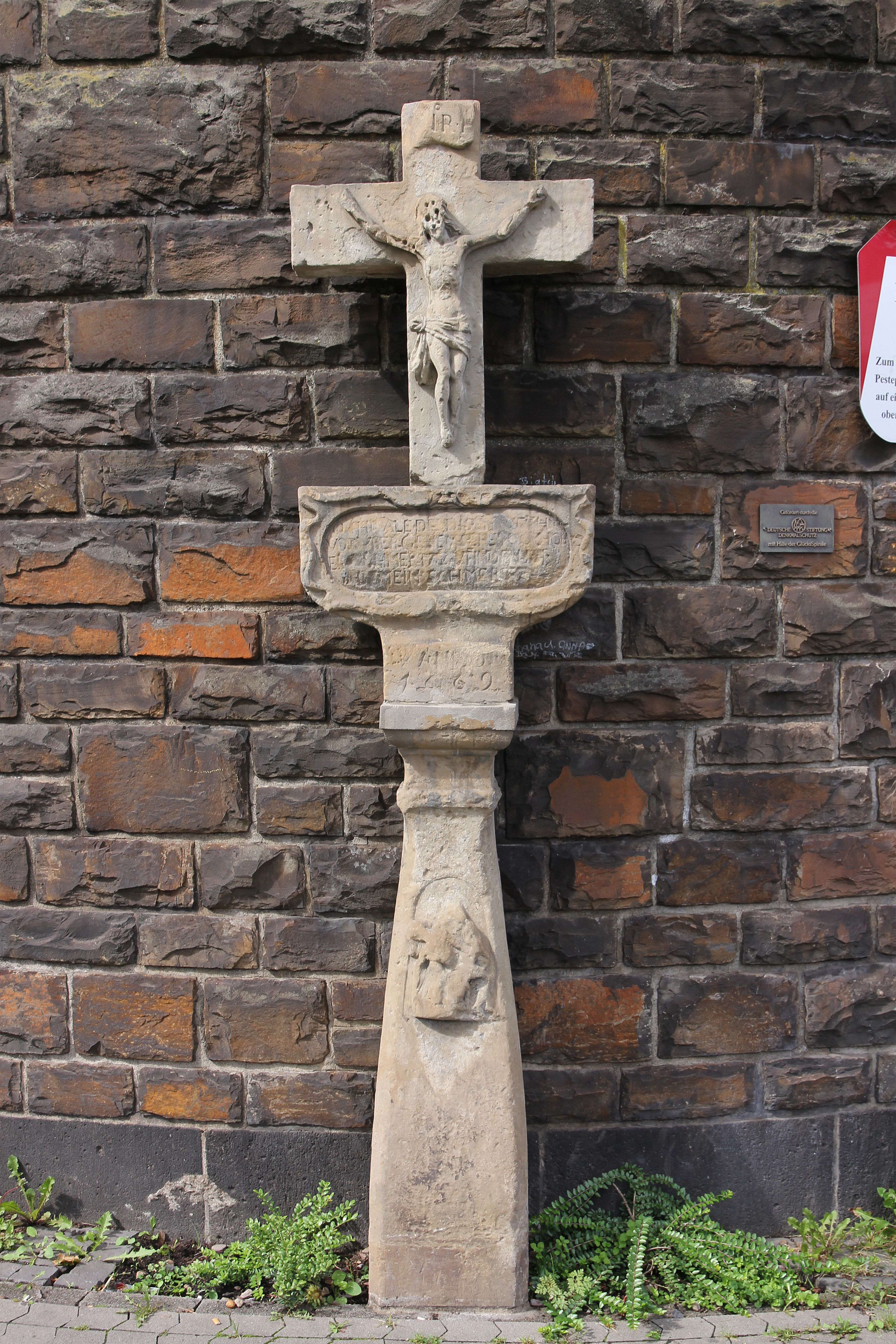
Pestkreuz von 1669 in Koblenz
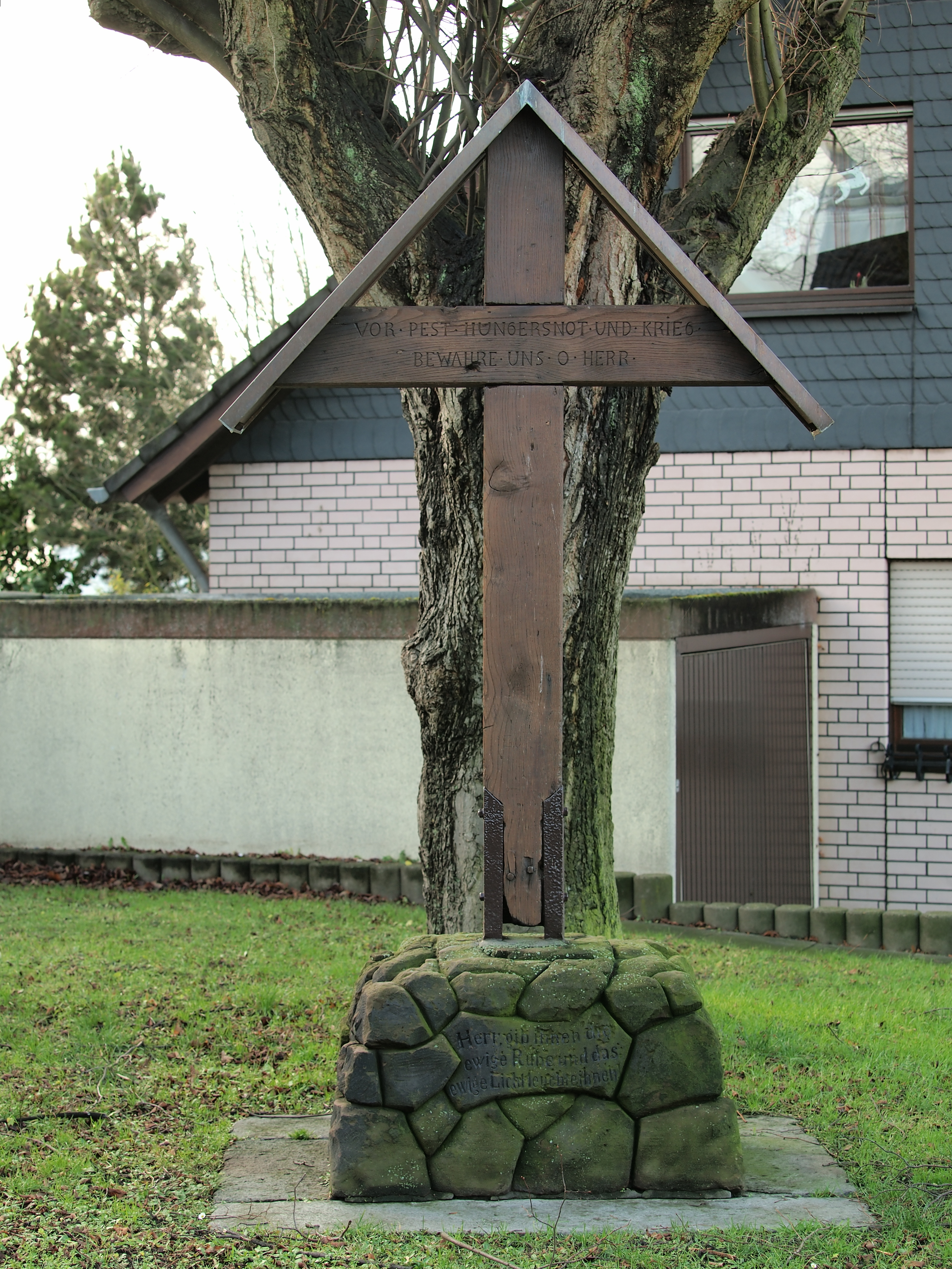
… in Herne, von 1635, seither mehrfach erneuert
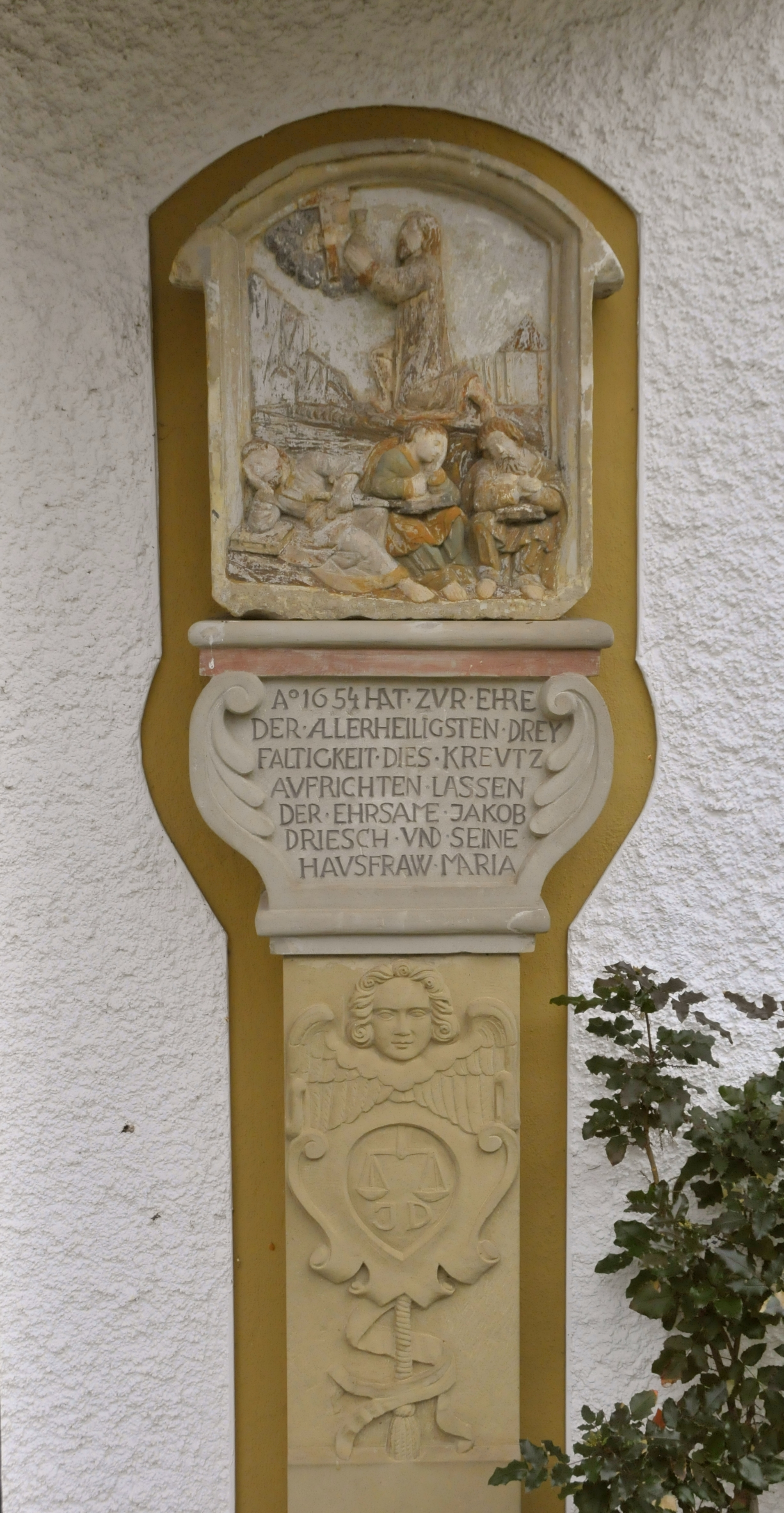
… in Trittenheim von 1654
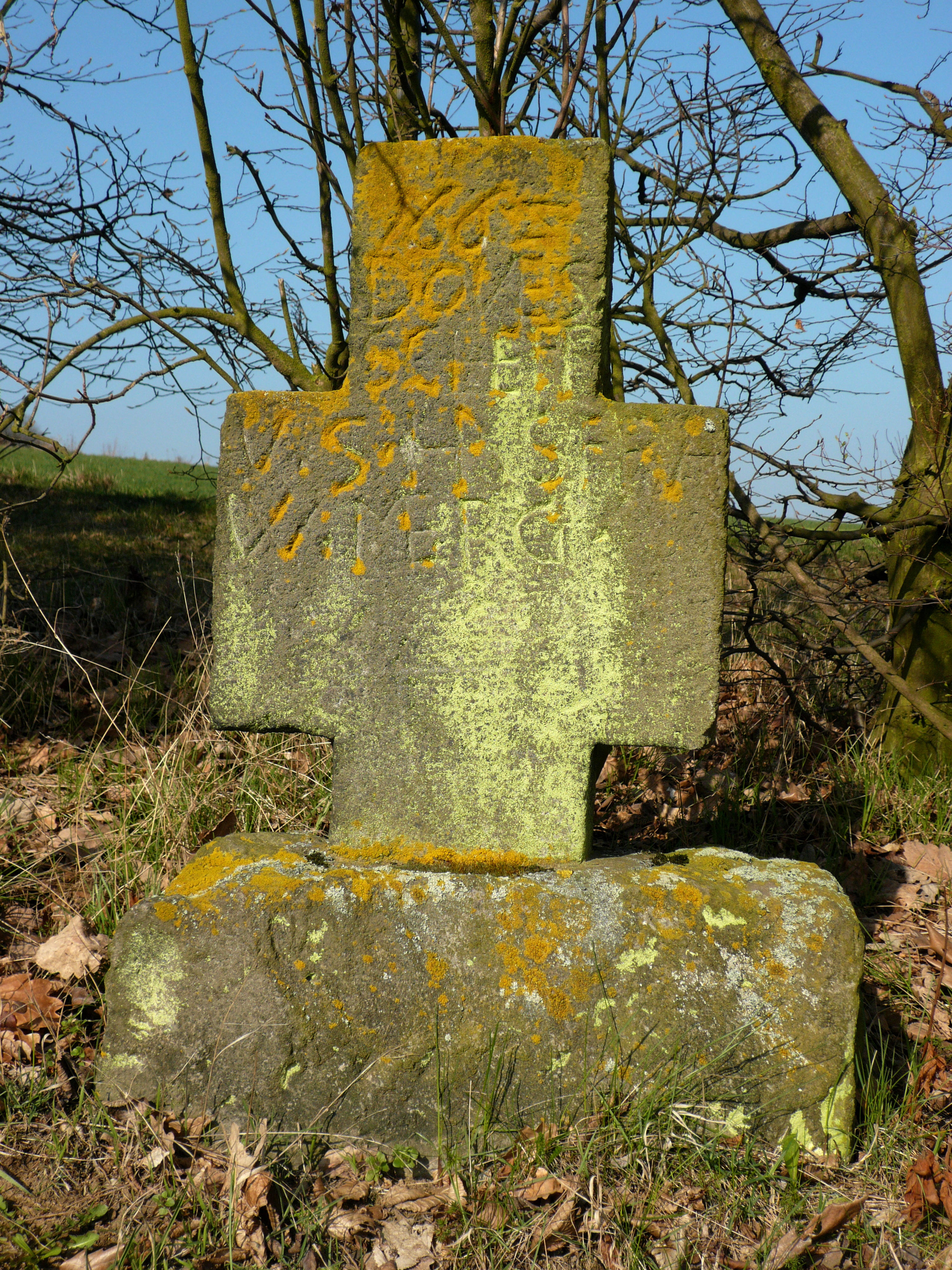
… bei Dedenbach von 1665
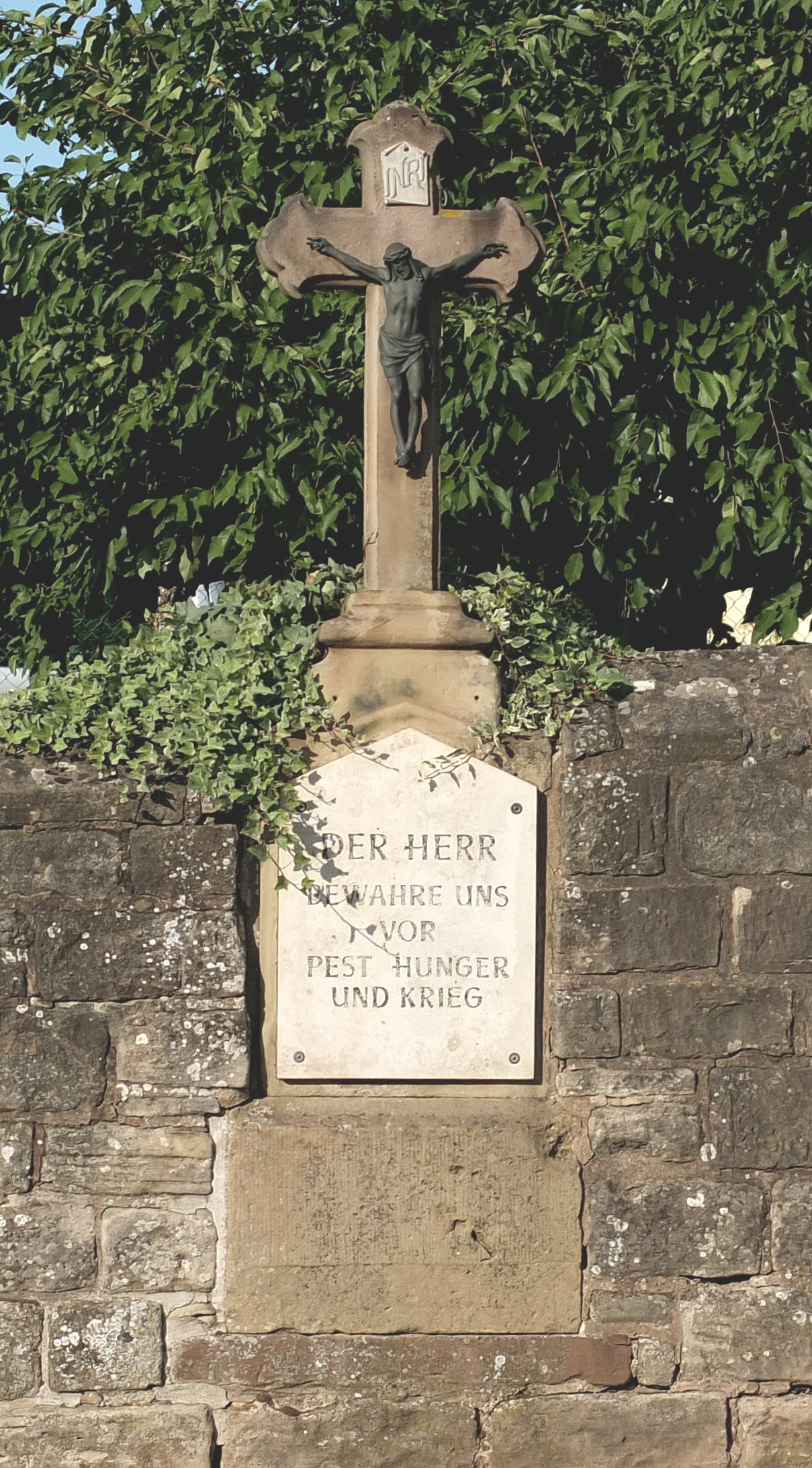
… in Trier, errichtet nach der „Rinderpest“ von 1870
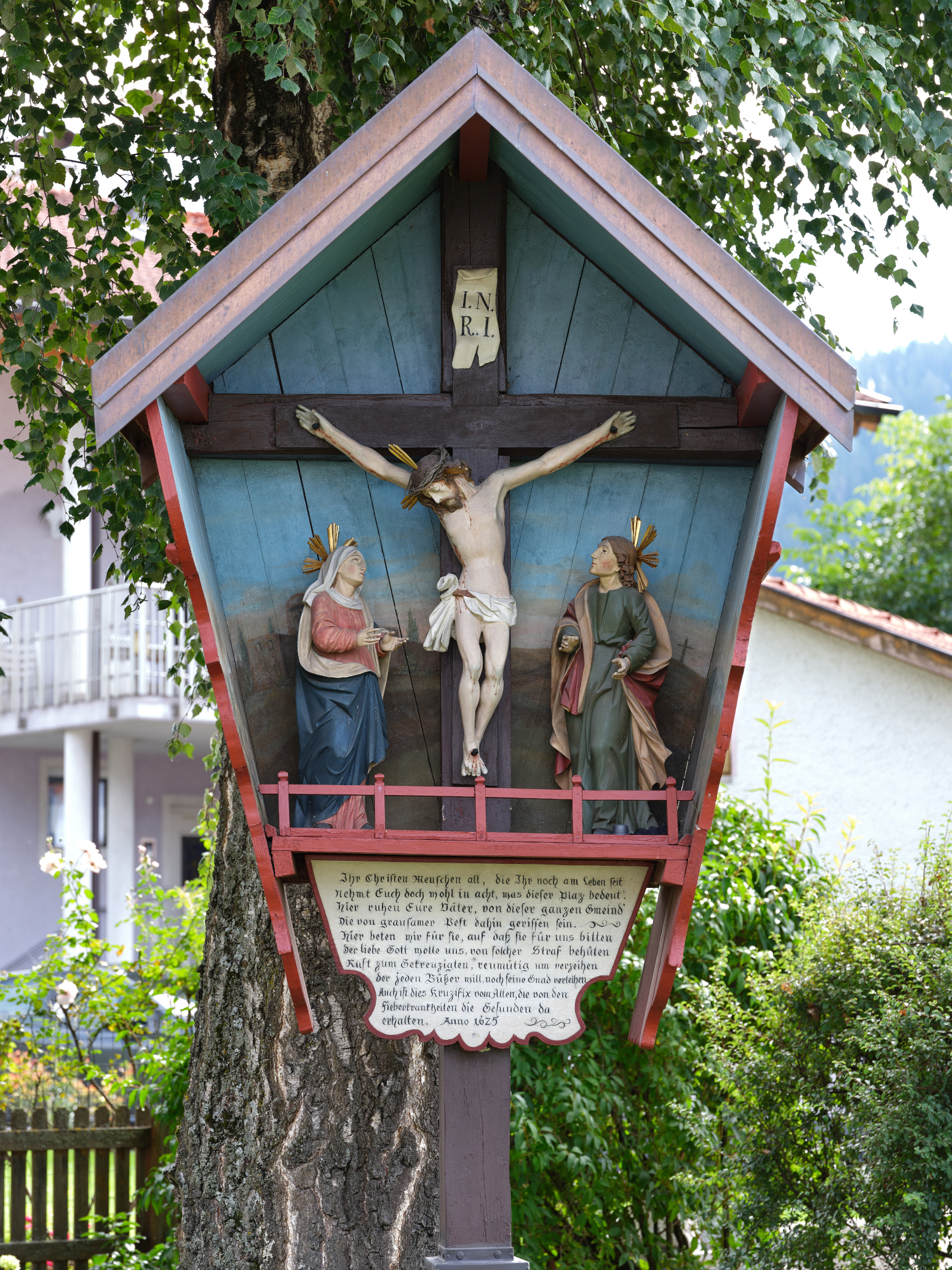
Kreuzgruppe in Völs (Tirol) aus dem zweiten Drittel des 17. Jahrhunderts, erinnert an die Pest von 1637.